# Saber Rider
Saber Rider and the Star Sheriffs, conhecido no Brasil como Saber Rider and the Star Sheriffs e em Portugal como Os Cavaleiros das Estrelas, é uma série de anime do gênero western espacial, semelhante as séries Galaxy Rangers e BraveStarr.
Esta série foi baseada em Star Musketeer Bismarck (星銃士ビスマルク, Seijūshi Bisumaruku), outra série de anime japonesa criada pelo Studio Pierrot que alcançou um sucesso moderado no Japão. Os direitos americanos sob a série foram comprados pela World Events Productions (WEP), a mesma empresa que cuidou da versão americana de Voltron em 1986. WEP reorganizou e reescreveu a série, incorporando os episódios originais e criando mais seis novos, antes de lança-los sob o nome Saber Rider and the Star Sheriffs. a mesma versão exibida nos países lusófonos.
No Brasil a série foi exibida pelo SBT entre 1989 sob o título de Saber Rider e os Star Sheriffs, também em 2004 a Editora Works lançou um DVD da série contendo 2 episódios mas com outra dublagem. Já em Portugal a série estreou pela RTP2 em 1991 sob o título de Cavaleiros das Estrelas com dobragem portuguesa, mais tarde a série foi emitida pela TVI com outro título de O Xerife do Espaço na dobragem americana com legendas em português e também pelo Canal Panda, mas com o título de Saber Rider novamente com a versão americana.

## Enredo
A série passa-se no futuro onde os Terráqueos colonizaram vários planetas do Universo. Esses planetas colonizados são chamados "Nova Fronteira". Para proteger a Nova Fronteira foram criados os "Cavaleiros das Estrelas". A série conta a história da guerra colonial entre os Terráqueos e os "Vapor Beings" (Salteadores na versão de Portugal e Vaporoms na versão do Brasil). Os Salteadores são uma raça mais avançada com tecnologia superior que vive noutra dimensão. Eles são liderados por Nemesis e invadiram a Terra e a Nova Fronteira em busca de matérias primas. Para combater os Salteadores, os Terráqueos inventaram um robô/nave o "Ariette". Os pilotos do Ariette são os Cavaleiros das Estrelas, O cavaleiro do Sabre, o Colt, o Bola de Fogo e a Lara. Além disto tudo, Lara, Sabre e Bola de Fogo vivem um triângulo amoroso.

## Personagens

### Protagonistas
Saber Rider
Nome original: Richard Lancelot
Nome na versão portuguesa: Sabre
O título do personagem na versão americana da série, Saber Rider é o líder da equipe e capitão da Unidade Ramrod Equalizer. Ele ocasionalmente é referido pelo apelido "O Grande Espadachim". Ele é um jovem rapaz, e tem habilidades com pontaria e com a espada lendária. Saber Rider vem de Terras Altas da Escócia e é um especialista com as duas espadas e cavalos. Ele às vezes é descrito como um cavaleiro com a cabeça fria para táticas de decisão. Em Sei Jūshi Bismarck, o personagem é de nacionalidade britânica. A versão americana manteve a britânica Union Jack na parte superior do braço e do capacete do uniforme de Saber Ride.
Saber Rider muitas vezes monta um cavalo robótico chamado Steed, que tem propulsores de alta potência, e a capacidade de voar, correr, com função no espaço. Steed não é capaz de viagens espaciais de longa distância, por isso ele é mantido guardado no compartimento de carga de Ramrod durante as viagens. Ele é usado principalmente para viajar para planetas em órbita, ou utilizados na superfície de um planeta. Steed é quase tão sensível que é capaz de reconhecer comandos de voz do seu mestre, e trabalhando de forma independente, quando Saber Rider está em perigo.
Fireball Hikari
Nome original: Shinji Hikari
Nome na versão portuguesa: Bola de Fogo
Bola de Fogo é um ex-piloto de corridas, foi o mais jovem campeão de condução na história. Ele agora serve como o piloto da Unidade Ramrod Equalizer, e também tem controle secundário do armamento pesado localizado na região do peito de Ramrod. Ele dirige o Corredor Fúria Vermelha/Turbo', um carro de corrida armado com um extenso arsenal de armas. Ele tem um temperamento um tanto rápido, e ao mesmo tempo se gabava de ter uma memória perfeita. Na versão original Sei Jūshi Bismarck', Bola de fogo é o líder japonês da tripulação. A bandeira japonesa fica na sua manga e no seu capacete.
Durante o curso da série, ele descobre que seu pai era um piloto de caça que lutou ao lado do Rei Jaray do lendário Reino de Jarr quando os Salteadores atacaram há 15 anos. Sacrificando-se, o pai do Bola de Fogo enviou sua nave para a nave de comando Nemesis, roubando Nemesis de seu corpo e enviando-o na dimensão dos Salteadores onde ele ainda está perdido até os dias de hoje.
Colt Willcox
Nome original: Bill Willcox
Nome na versão portuguesa: Colt
Colt é introduzido na série como um caçador de recompensas no rastro de Vanquo, um espião dos Salteadores. Colt tem uma precisão quase infalível com armas de fogo e serve como o artilheiro a bordo de Ramrod. Seu personagem é descrito como sendo um pouco solitário, mas também como um flerte escandaloso; ele flerta com quase todas as mulheres que encontra. Seus pais foram atacados e, presumivelmente morto pelos Salteadores logo após Colt deixar de participar de um rodeio itinerante. Este evento levou-o a se tornar um caçador de recompensas.
Para o transporte de pessoal e as batalhas solo, ele usa uma nave espacial azul e branca que a chama de Bronco Buster. Em Sei Jūshi Bismarck, o personagem vem dos Estados Unidos, portanto, uma bandeira dos Estados Unidos é vista como um remendo em seu uniforme.
Comandante Eagle
Nome original: Charles Louvre
O comandante Eagle é o líder dos Cavaleiros das Estrelas, que inclui todas as frotas e exércitos que protegem os Sistemas das Estrelas Unidas, incluindo os Cavaleiros das Estrelas. Eagle leva a sério suas responsabilidades, mas no fundo tem um coração caloroso e cuida da natureza.
April Eagle
Nome original: Marianne Louvre
Nome na versão portuguesa: Lara
Lara é a filha do Comandante Eagle. Ela é a engenheira que projetou, e foi encarregada do Projeto Ramrod. Antes de se juntar aos Cavaleiros das Estrelas, ela era uma jogadora de tênis profissional. Ela foi treinada pelo Comando dos Cavaleiros do general Whitehawk. Lara tem um cavalo robótico chamado Nova com as habilidades de Steed do Saber Rider.
Lara é o tema de vários arcos românticos da trama. Nos primeiros episódios da série, Lara teve uma paixão não correspondida por Saber Rider. Em episódios posteriores, Jesse Blue tinha interesse romântico não correspondido por Eagle. Finalmente, Lara e Bolo de Fogo começaram um relacionamento romântico. Ao contrário da maioria na série semelhante, em Saber Rider e os Star Sheriffs a heroína não acaba em um relacionamento romântico com o herói principal. Isto é porque seu eventual interesse amoroso, Bola de Fogo, foi o herói na versão original japonesa.
Na versão original japonesa, Lara é Francesa, é por isso que o uniforme tem a Bandeira da França.
Ramrod
Nome original: Bismark
Ramrod foi desenvolvido pela Lara como a "arma milagrosa" tecnológica que permitiria que os seres humanos combatessem os Salteadores. Embora possa ser pilotado por uma pessoa, a nave foi projetada para ser operada por quatro pessoas, cada uma sentada em unidades separadas que controlam funções específicas: navegação (Lara), armas (Colt), piloto (Bola de Fogo) e o comandante/tático (Saber Rider).
Um destaque de quase todos os episódios é a transformação de Ramrod a partir de uma nave de guerra no ar em um robô de combate gigante. Quando a Unidade Ramrod Equalizer sofre o "Desafio de Fase" (normalmente ativada pelo Bola de Fogo que pressionou um botão no centro do console de sua unidade), Lara pede que Ramrod assuma os controles de navegação durante a transformação. Ramrod reconhece isso enquanto as quatro unidades de controle são deslocadas para novas posições dentro da cabeça de Ramrod. Como se completa a transformação a que chama o seu grito de guerra em um sotaque ocidental pesado, "Cabeça pra cima, vai para fora ... o poder do passado está pronto para montar."  O veículo Ramrod se transforma em um robô gigante embalando um tamanho excesso de seis tiros no quadril e parece estar usando um chapéu de vaqueiro e uma capa. A conversão da batalha para forma do robô é usada principalmente quando os Cavaleiros das Estrelas encontram os robôs gigantes dos Salteadores, que são conhecidos como um renegado ou Unidade Desperado. No modo "Maverick Quick-draw", um conjunto de canhões variados será implantado no peito de Ramrod, entregando o golpe final para enviar um Salteador na "Unidade Renegado" de volta para a zona de vapor. Os Cavaleiros das Estrelas às vezes referem-se com a forma de robô de Ramrod como o "Grande Xerife".
Nos episódios finais da série, o Ramrod original foi desmantelado como parte de um tratado de paz negociado entre os Salteadores e o Comando dos Cavaleiros. No entanto, quando os Salteadores quebram o tratado por tentar invadir a dimensão da Nova Fronteira, o Comando dos Cavaleiros chama os Cavaleiros das Estrelas,  numa versão mais poderosa do Ramrod conhecido como "Ramrod 2", com o dobro da potência do original. Ramrod na transformação 2 da fase de desafio era o mesmo que o Ramrod original, mas a Lara já diz que "Ramrod 2 agora vai assumir o controle de navegação".
Ramrod se chamava Bismarck na versão japonesa, daí surgiu o nome da série Sei Jūshi Bismarck. O nome americanizado para a nave de guerra, possivelmente, tem origem a partir de uma gíria cowboy referindo-se à pessoa-em-carga de um equipamento, o líder do bloco, ou a pessoa que recebe o trabalho feito.
A Unidade de Fase Ramrod Equalizer é essencialmente a sequência em que Saber Rider e os Star Sheriffs se torna semelhante a uma "série de luta de monstro"; caso contrário a forma americana da série, é principalmente orientada para o ocidente.

### Antagonistas
Os principais antagonistas são chamados de Salteadores que são humanoides da Zona Vapor, uma dimensão alternativa. Eles não necessitam de oxigênio, mas não requerem grandes quantidades de água. Eles têm a habilidade de se disfarçar como seres humanos, a tal ponto que até mesmo um exame médico não irá revelar suas verdadeiras identidades.
Sua existência pessoal é sombria, como a sua dimensão. Eles desperdiçaram todos os recursos em seu planeta natal, forçando-os a se deslocar para um planeta artificial. O objetivo dos Salteadores é conquistar a humanidade e controlar o universo sem obstáculos, eles pensam que a dimensão humana tem muito mais a oferecer do que a sua própria. Quando um Salteador é baleado ou ferido, eles não morrem, mas sim "pulam de dimensão", um processo em que eles desaparecem e retornam à sua dimensão. Depois de pular dimensões, um punhado de veneno, gás verde, e uma mancha onde os Salteador ficaram permanecem. A dimensão onde é saltada, é auto-iniciada não deixa rastros em tudo. Os Salteadores que são abatidos ou mortos na dimensão vapor viram humanos. Sob circunstâncias únicas de um Salteador, enquanto na dimensão humana, está em uma situação que os impede de fazer um salto na dimensão também pode virar humano.
Nemesis
Nome original: Hyuza
Nemesis, um enorme, escuro folheado, ser mascarado, é o gênio do mal no comando dos Salteadores renegados. Ele criou o Trilho Vapor que permite que os Salteadores para atravessar de sua dimensão para a dimensão humana. Sua principal motivação para ordenar uma invasão da Nova Fronteira é o tédio insuportável que ele sente na Dimensão Vapor. Nos últimos episódios da série é revelado que Nemesis é um cyborg, e sua consciência também existie como o Nth Degree, um poderoso computador de natal artificial dos Salteadores.
Saber Rider é o único membro dos Cavaleiros das Estrelas que conheceu Nemesis. No episódio "Stampede", os dois se enfrentaram em um duelo de espadas a laser após Saber cruzar para a zona de vapor, na esteira de uma nave dos Salteadores viajar ao longo do Trilho Vapor. Quando Saber Rider estava à beira de vencer o duelo, Nemesis salvou-se para esvaziar o oxigênio do quarto onde eles estavam lutando, tornando Saber Rider inconsciente.
Jesse Blue
Nome original: Perios
Jesse Blue é um homem com traços estranhos; ele tem o cabelo azul-verde e um raio sarcástico. Ele era um cadete promissor no Comando dos Cavaleiros, até que ele se apaixonou pela Lara durante um exercício de treinamento. Quando Lara o rejeitou e o embaraçava na frente dos outros cadetes, ele se virou contra os Cavaleiros das Estrelas.
Jesse cultivou um rancor pessoal contra Saber Rider, porque ele pensou que era a afeição de Lara por Saber Rider que a fez recusar o seu amor. Ele plantou uma bomba a bordo de Ramrod, em uma tentativa de matar Saber Rider. Quando soube que Lara estaria a bordo no momento em que iria detonar, ele entrou em pânico e confessou o que tinha feito para Saber. Enquanto era tarde demais para parar a bomba de explodir, Saber Rider foi capaz de chegar em Ramrod a tempo de impedir que a nave fosse destruída. Jesse Blue escapou e tornou-se um fugitivo, virando as costas para o Comando dos Cavaleiros e unindo forças com os Salteadores. Ele ficou obcecado por derrotar os Cavaleiros das Estrelas e conquistar a Nova Fronteira.
Gattler
Nome original: Zatora
Gattler (ocasionalmente referido como Gattler Rattler) usa uma máscara no espaço para as presas sem pressentimento. Quando a máscara é removida, a sua forma é revelada para ser um carrancudo, vilão escuro. Ele é mão pesada como um coração de pedra, e leva as respostas para Nemesis.
Vanquo
Vanquo é um Salteador fantasmagórico com os olhos vagos e um rosto pálido longo. Ele é um personagem sinistro, com uma risada assustadora. Vestido com um sombrero poncho e ele é um empate incrivelmente rápido.
Vanquo em última análise, teve um destino estranho para um Salteador: ele se tornou humano. Ele foi confrontado por Saber Rider na Zona Vapor logo após o duelo do Saber Rider com Nemesis no episódio "Stampede". Vanquo apresentou uma figura bastante comovente, abandonado por Nemesis e sabendo que ele foi derrotado, ele estava à mercê de Saber Rider. Saber Rider argumentou que, se ele atirou Vanquo dentro da Zona de vapor, ele não seria capaz de dimensionar e saltar para reformar de novo, pois ele já estava em sua própria dimensão. Isso significava que o disparo a Vanquo faria dele um ser sólido. Saber Rider consolou Vanquo, dizendo-lhe que ele poderia gostar de ser um humano. Depois, Vanquo olhou para o seu novo corpo humano e disse, em felicidade um pouco chorosa, "Eu acho que eu poderia."

## Música
A música do programa foi composta por Dale Schacker, a quem foi dada a liberdade artística completa em sua composição de toda a partitura. A pontuação apresenta a música baseada na guitarra em um country ocidental rápido, rítmico, mas muito elegante. Apesar do facto de a música utilizar o elemento synthpop, o seu instrumento predominante é a guitarra, em vez de um sintetizador, criando um som único. Assim como uma partitura ocidental o filme, a música é, por vezes, enriquecida por estalo de chicote, chocalho da serpente, gaita os os efeitos sonoros similares ocidentais. A música também é intencionalmente composta com um tema musical recorrente, de modo que o show podem ser facilmente reconhecidos, acrescentando uma sensação de familiaridade cada vez que o programa é visto. Apesar deste aspecto, a música não soa repetitiva, uma vez que apenas os elementos-chave da composição são repetidos. A abertura e o encerramento dos créditos vocais também foram cantadas pelo próprio Schacker.
As duas compilações das bandas sonoras contém dois CDs.
- Saber Rider and the Star Sheriffs - Soundtrack I
- Saber Rider and the Star Sheriffs - Soundtrack II

## Jogo eletrônico
Saber Rider and the Star Sheriffs - The Game é um próximo jogo desenvolvido por um grupo alemão chamado "Saber Rider Game Team", sob a licença de World Events Productions e Studio Pierrot. O jogo está previsto para múltiplas plataformas, e pode ser lançado em 2015.
Originalmente anunciado em 2010, o desenvolvimento do jogo enfrentou diversos problemas, incluindo a cofragem do desenvolvedor original Firehazard Studio. Enquanto o desenvolvimento continua em um ritmo mais lento, o futuro do jogo permanece duvidoso. O chefe de desenvolvimento, Chris Strauss, originalmente trabalhou em um projeto de adaptação antes do jogo eletrônico, um jogo de tiro 2D, inicialmente previsto para o Game Boy Advance, e depois para Nintendo DS. No entanto, o jogo original foi então desmantelado devido a noções do que os jogos "casuais" são vendidos melhor no Nintendo DS.

## Elenco

### Dublagem americana
- Rob Paulsen - Saber Rider, Jesse Blue
- Pat Fraley - Fireball
- Pat Musick - April Eagle
- Townsend Coleman - Colt
- Peter Cullen - Narrator, Commander Eagle, Nemesis, Ramrod
- Betty Jean Ward - Emily Wyeth, Sincia
- Cam Clarke - Philip
- Lennie Weinrib - Colonel Wyatt
- Neil Ross - Buck, Grimmer
- Tress MacNeille - Robin
- Michael Bell - Snake Eyes